# Antonio Avati

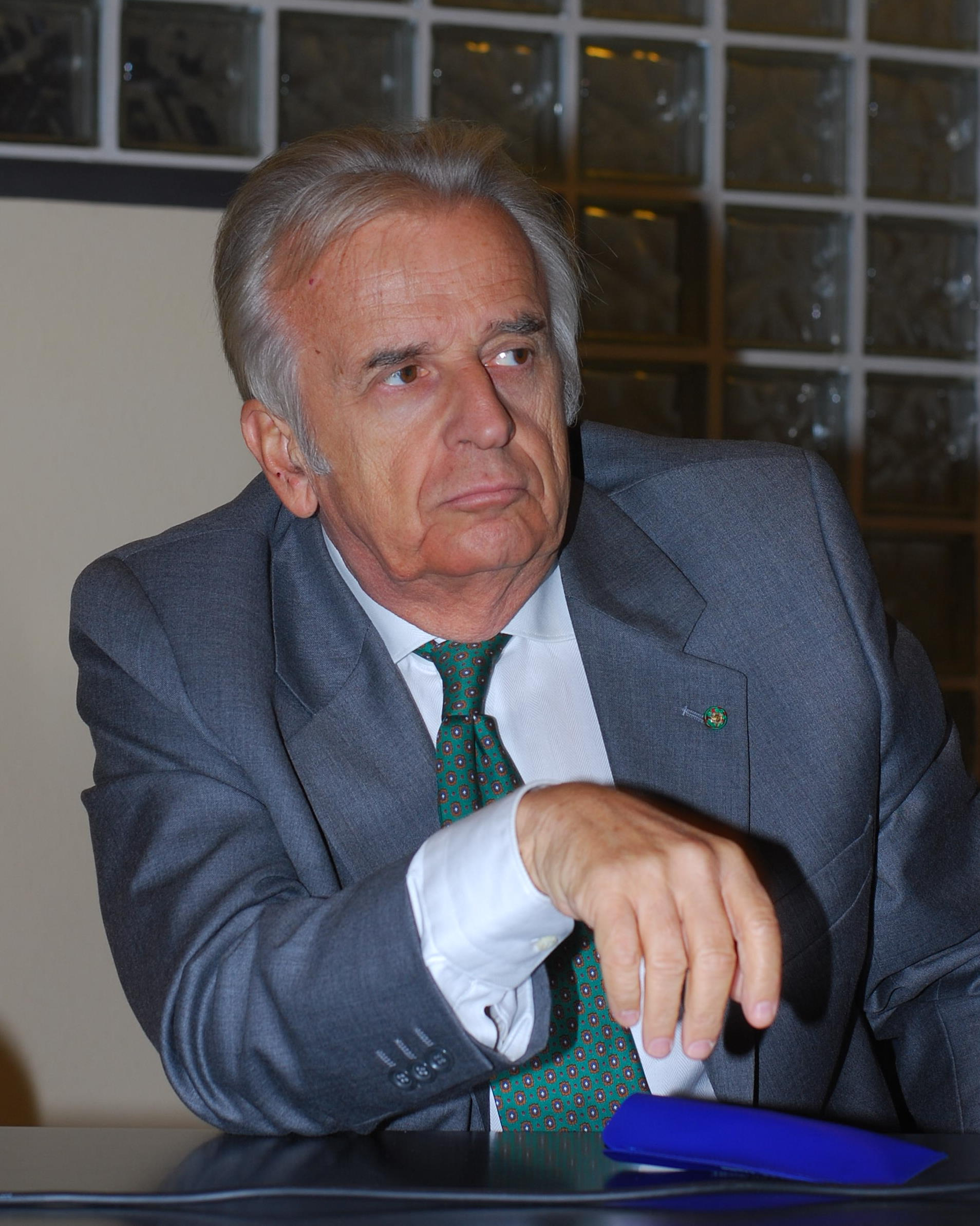
Antonio Avati

Antonio Avati (* 9. Juni 1946 in Bologna) ist ein italienischer Filmproduzent und Drehbuchautor.

## Leben
Avati arbeitete mit seinem älteren Bruder Pupi seit 1968 an dessen Filmen, zunächst und einmalig als Schauspieler, dann als Assistent, später als Drehbuchautor und ab 1976 auch als Produzent. Im darauffolgenden Jahr gründete er mit Gianni Minervini die Produktionsgesellschaft A.M.A. Film, mit der er seither auch Arbeiten von Lamberto Bava, Maurizio Zaccaro und anderen finanzierte.
1977 leitete er den Kompilationsfilm Kolossal und inszenierte 1987 eine Episode von Sposi.
Avati wurde mit einem David di Donatello (für Fuori stagione), einmal als Sieger des Montréal World Film Festival (mit La via degli angeli) und zweimal mit dem Nastro d’Argento ausgezeichnet.

## Filmografie (Auswahl)
- 1976: Das Haus der lachenden Fenster (La casa dalle finestre che ridono)
- 1980: Macabro – Die Küsse der Jane Baxter
- 1983: Zeder
- 1983: Ein Schulausflug (Una gita scolastica)
- 1984: Freunde und Rivalen (Impiegati)
- 1985: Die Abschlußfeier (Festa di laurea)
- 1986: Weihnachtsgeschenk (Regalo di Natale)
- 1987: In letzter Minute (Ultimo minuto)
- 1989: Eine Geschichte von Männern und Frauen (Storia di ragazzi e di ragazze)
- 1991: Wo die Nacht beginnt (Dove comincia la notte)
- 1991: Bix
- 1998: Der Trauzeuge meines Mannes (Il testimone dello sposo)
- 2001: Die Kreuzritter 4 – Das Gewand Jesu (I cavalieri che fecero l'impresa)